# Bozner Platz

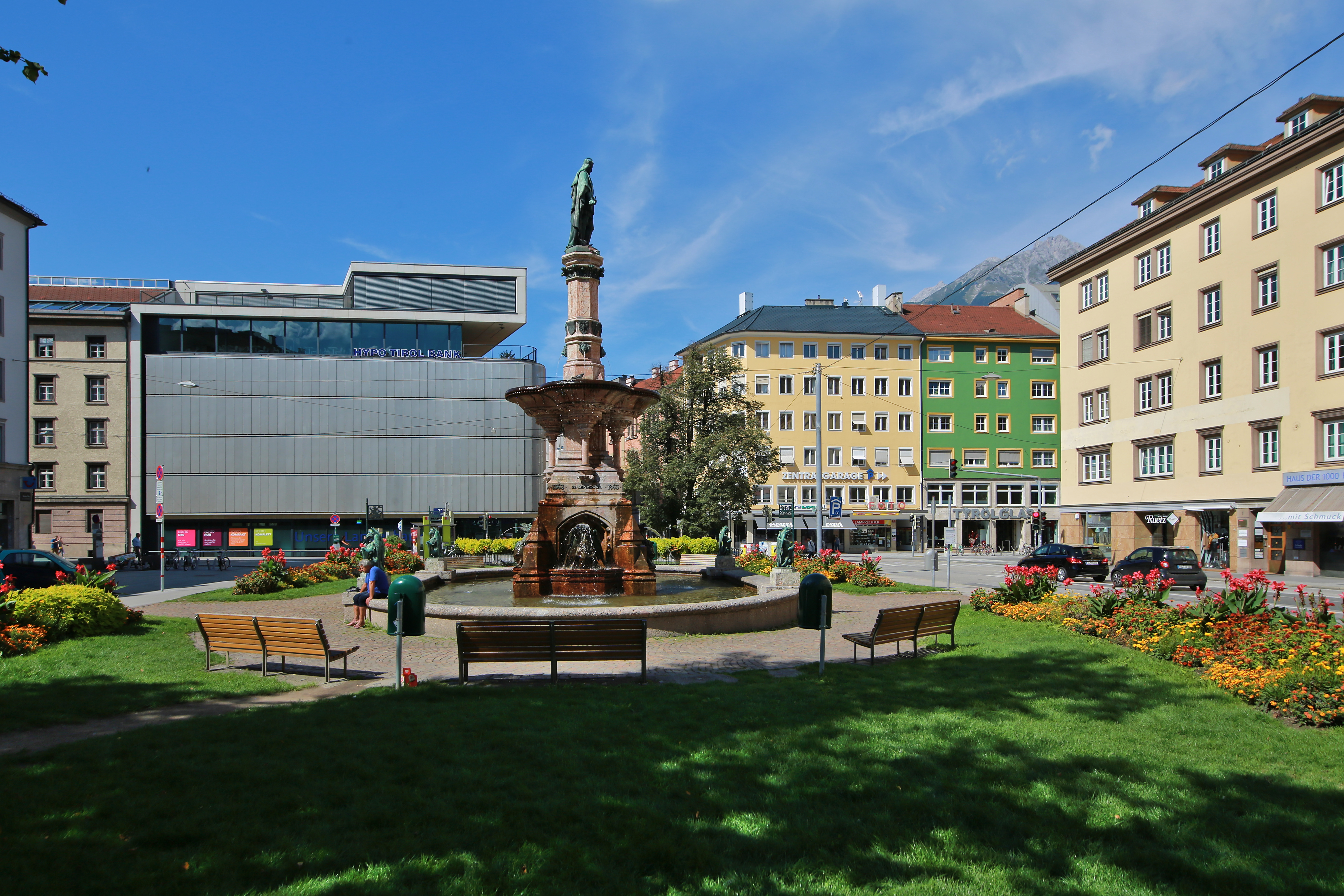
Der Bozner Platz mit dem Rudolfsbrunnen (Richtung Westen; 2018)

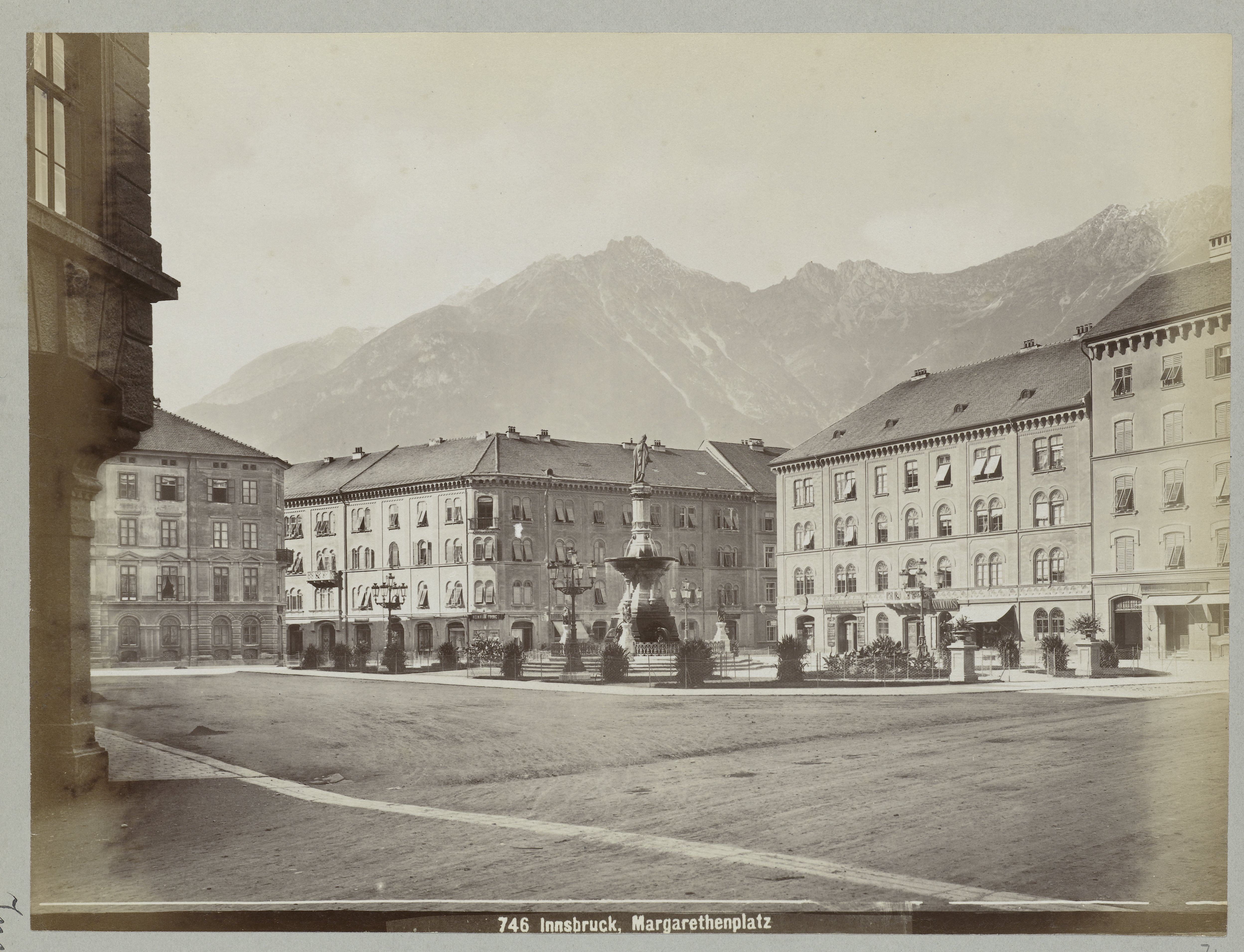
Der Margarethenplatz um 1900

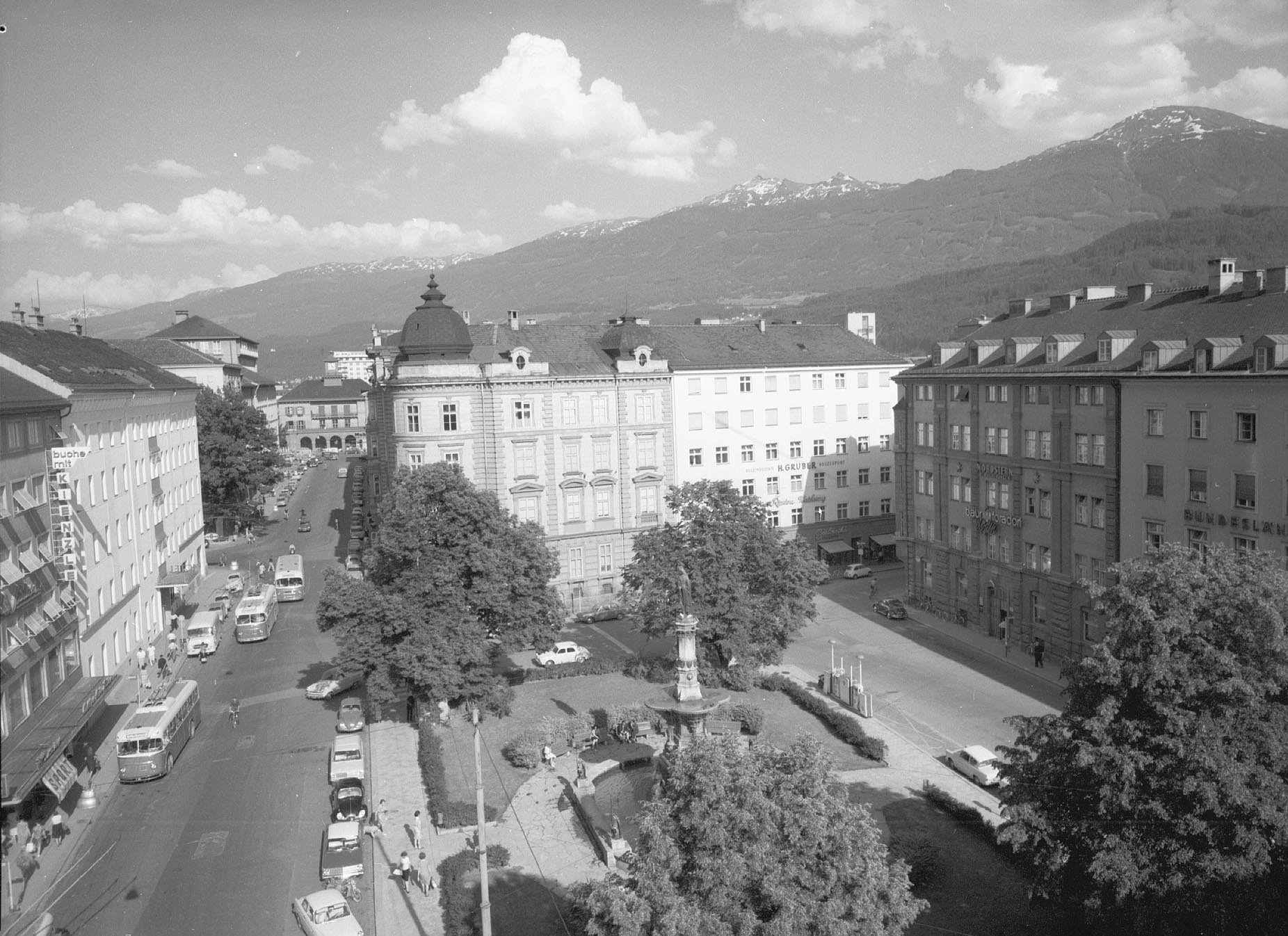
Bozner Platz (Richtung Osten; 1965)

Der Bozner Platz (bis 1923 Margarethenplatz) ist ein Platz in der Innsbrucker Innenstadt.

## Lage
Der rechteckige Platz liegt zentral in dem von Maria-Theresien-Straße, Museumstraße, Brunecker Straße/Südtiroler Platz und Salurner Straße umschlossenen Viertel. Im Westen führt die Wilhelm-Greil-Straße vorbei, in der Nordwestecke mündet die Meraner Straße, in der Nordostecke die Brixner Straße und in der Südostecke die Adamgasse ein. Die Fahrbahnen auf den vier Seiten umschließen eine Grünfläche mit dem Rudolfsbrunnen in der Mitte. An deren Ecken steht jeweils eine Linde.

## Geschichte
Der Platz wurde 1853 bei der Bebauung des Areals zwischen Maria-Theresien-Straße und dem neu errichteten Bahnhof angelegt und  hieß zunächst Neuplatz. 1858 wurde er nach der im selben Jahr verstorbenen Erzherzogin Margarete von Sachsen, der Frau des Tiroler Statthalters Karl Ludwig, Margarethenplatz benannt. Von 1873 bis 1877 wurde in seiner Mitte der Rudolfsbrunnen errichtet. Am 27. November 1923 wurde der Platz zur Erinnerung an die Abtrennung Südtirols 1919 nach der Stadt Bozen in Bozner Platz umbenannt. Aufgrund der Nähe zum Bahnhof wurde er im Zweiten Weltkrieg durch Bombentreffer stark in Mitleidenschaft gezogen. Die meisten Gebäude wurden daher nach dem Krieg wieder aufgebaut oder gänzlich neu errichtet.

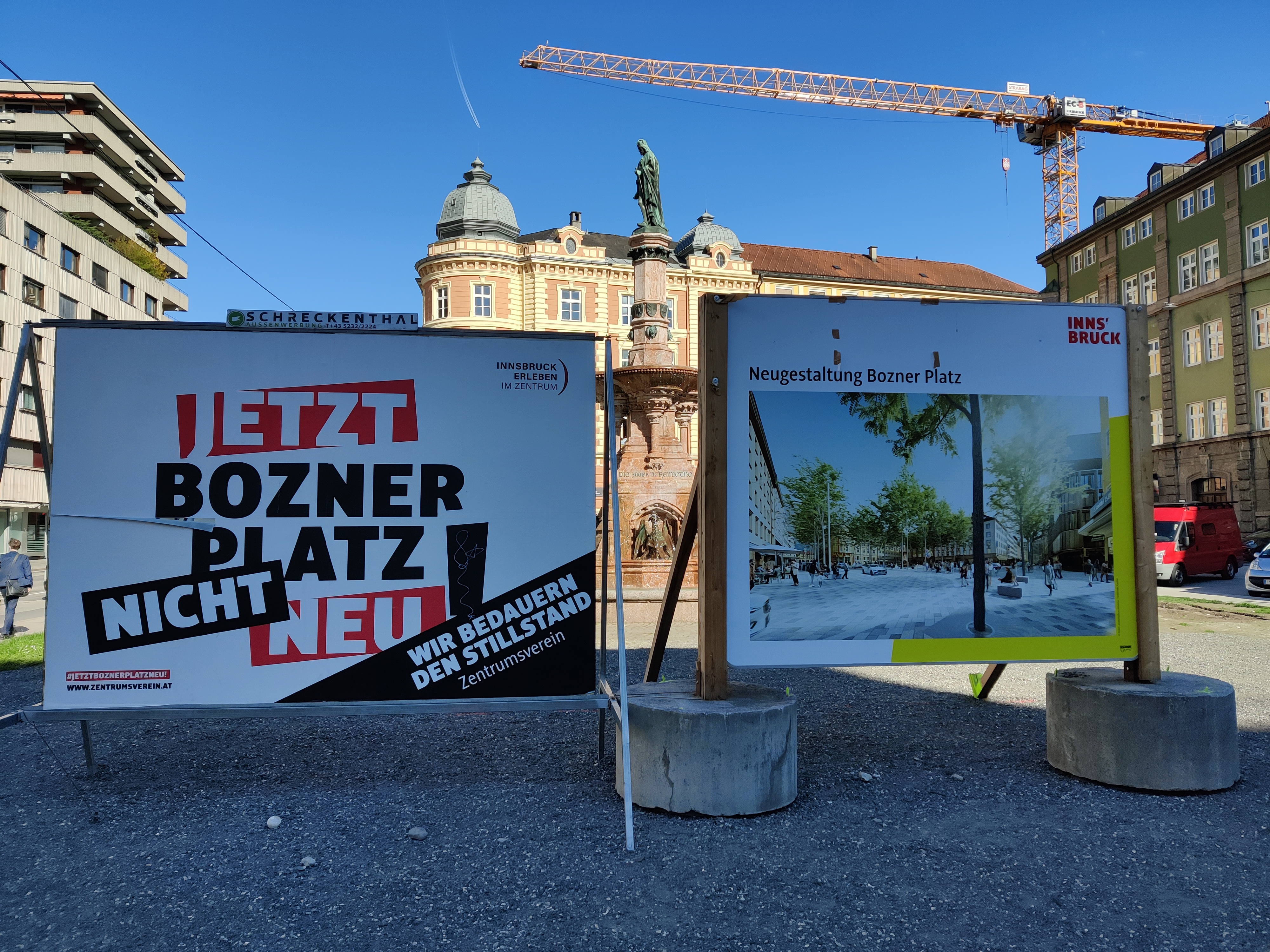
Abgebrochene Umgestaltung (April 2023)

Im Oktober 2021 beschloss der Gemeinderat Innsbruck eine Neugestaltung des Bozner Platzes als Begegnungszone mit 30 Bäumen. Die Kosten wurden 2021 auf 5 Mio. Euro veranschlagt; im Jänner 2023 stiegen die geplanten Kosten auf 9,3 Mio. Euro. Nach Baubeginn und Fällen der Bäume wurde das Projekt im Gemeinderat aufgegeben und abgebrochen; federführend für den Richtungswechsel war die Partei Für Innsbruck. Nach der Gemeinderats- und Bürgermeisterwahl in Innsbruck 2024 wurde das Projekt von der neuen Innsbrucker Stadtregierung wieder aufgenommen; eine Fertigstellung ist bis Herbst 2025 geplant. Die Bauarbeiten dazu wurden im März 2025 aufgenommen.